# Glamorous Songs
『Glamorous Songs』（グラマラス ソングス）は、日笠陽子のアルバム。2013年7月17日にポニーキャニオンから発売された。「日笠陽子ソロプロジェクト」3か月連続リリースの最後となる第3弾であり、日笠がスタッフとともにコラボする作家を選んだコラボレーションアルバム。

## 背景、制作
日笠陽子の初のアルバムで、収録曲はリリースされたシングルなど既発表曲を含まない全7曲となる。
2013年2月8日に、デビューシングル「美しき残酷な世界」（5月8日）を皮切りに3か月連続でCDをリリースするとの発表があり、そこでその最後となる第3弾が、コラボレーションアルバムで同年7月17日にリリースすることも合わせて発表された。ただこの時にはタイトルは未定だったが、前作となるシングル「終わらない詩」がリリースされた6月5日に『Glamorous Songs』というタイトルが発表された。
アニメのテーマ曲で作品の世界観に寄り添った前作までのシングルと違い、アルバム制作には、日笠陽子の世界観を表現するために自分のやりたいことを紐解く作業に約1年を要したという。またレコーディングは2012年8月から行われ、楽器隊のレコーディングのほかトラックダウンやマスタリングにも日笠自身が立ち会っている。
コラボする作家に関しては、日笠がTom-H@ckと前澤寛之を提案し、その2人以外はプロデューサーからの提案だったとのこと。ただ、この作品で自身初の声優への楽曲提供となる小室哲哉に関しては、日笠の「安室奈美恵さんのライブDVD好きなんですよ」という言葉がきっかけでアプローチすることになった。

## 音楽性
日笠がスタッフとともに選出した様々な作家とコラボした7曲であり、自身の「みんなと一緒に音楽を作ってライブをしたい」という思いからバンドサウンド主体に構成されている。また選んだ作家たちなりに日笠陽子をイメージした曲を作ってもらうため、基本的に曲作りは作家に一任していた。
日笠は「自分が選んだ作家とコラボすることで自分のやりたいことを実現したり、時にはそのやりたいことを超えてみようとしたりしている一方で、プロデューサーが呼んでくれた方とコラボすることで全く違うものを生み出すことも目指していた」と語っている。

## リリース
アルバムは初回限定盤（PCCG-01345）と通常盤（PCCG-01346）の2種リリースで、初回限定盤にはアルバムのリード曲「Glamorous days」のミュージック・ビデオおよび同ビデオと絵コンテの比較映像を収録したDVDが同梱されている。
ミュージック・ビデオは、日笠がヒロイン役で出演していたテレビアニメ『惡の華』の監督・長濱博史が演出を担当した。長濱が、日笠の脳内イメージを基に絵コンテを作成し、それを再現する形で20時間を超す撮影が行われた。
アルバム発売後の8月5日には、リリース記念イベントが原宿アストロホールで開催され、レーベルスタッフとのアルバム制作秘話、長濱博史とのミュージック・ビデオ撮影裏話と収録曲の一部を披露した。

## ライブ
2013年10月27日に日笠陽子ソロプロジェクトの3か月連続リリースを記念して、STUDIO COASTで初のワンマンライブ「Glamorous Live」が開催された。ライブは、アンコール2曲・ダブルアンコール3曲を含む全19曲と笑いの絶えないトークによる2時間半のステージになった。
ライブでは、1stシングル「美しき残酷な世界」、2ndシングル「終わらない詩」、本作『Glamorous Songs』の全11曲に加え、リリース前の3rdシングル「Seek Diamonds」がカップリング曲とともに初披露された。また、本作でコラボした作家に関連したTWO-MIXの「JUST COMMUNICATION」やTM NETWORKの「Get Wild」をカバーし、日笠も出演したテレビアニメ『戦姫絶唱シンフォギアG』のキャラクターソングも歌っている。
2014年4月16日にライブの模様を収録したBlu-ray（PCXP-50217）とDVD（PCBP-52291）が、ポニーキャニオンから発売された。
またBD・DVD発売後の5月17日にソロプロジェクトの1周年を記念して「Glamorous Live:Special Edition」フィルムコンサートが新宿ミラノ1で開催され、BD・DVDに収録されていないライブの舞台裏映像などを含めた特別版が上映された。

## 収録曲
1. 「Glamorous days」 – 3:46[1]
作詞：稲葉エミ、作曲・編曲：Tom-H@ck
アルバムのリード曲で、ハードでメロディアスなロックナンバー[15]。日笠からの要望で、皆が抱いている自身のイメージをぶち壊すような曲として作られた[9]。稲葉とは1stシングル「美しき残酷な世界」、2ndシングル「終わらない詩」に続いてのコラボとなる。
2. 「BALLOON」 – 4:15
作詞・作曲：渡辺翔、編曲：渡辺和紀
王道のロックなようで少しクセがあって、でも明るい曲[9]。アレンジでは悩んだという[7]。
3. 「Rhythm Linkage」 – 5:57
作詞・作曲：永野椎菜、編曲：永野椎菜・熊本克哉
デジタル全開の曲[6]。日笠曰く「永野さんらしさが強く現れた曲」[7]。なお永野は「ShiinaTactix」というプロジェクトで日笠の楽曲を手掛けたことがある。
4. 「Through the Looking-Glass」 – 5:37
作詞：leonn、作曲：小室哲哉、編曲：渡辺徹
小室と日笠の打ち合わせの中で、小室の「バンドみたいな曲がいいんだけど、女の子の持つかわいげみたいなのは欲しいんだよね」という話から出来上がった曲[9]。日笠は、アルバムの中で1番可愛さのある曲と述べている[10]。
5. 「Reclusive」 – 3:22
作詞・作曲・編曲：Powerless
激しい曲。レコーディングでは、自分のキー範囲が分からないので半音程度調節するなどしたという[7]。
6. 「Neo Image」 – 3:46
作詞：こだまさおり、作曲：前澤寛之、編曲：yamazo
音楽は楽しいを具現化した曲[7]。「Glamorous days」と同じく従来の日笠のイメージを壊すような曲を要望している[9]。なお前澤は、日笠が秋山澪を演じたテレビアニメ『けいおん!』のキャラクターソングを多く手掛けていた。
7. 「めざまし時計」 – 5:00[1]
作詞・作曲：YADAKO(Myu)、編曲：Masse(Myu)
日笠陽子ソロプロジェクトの3か月連続リリースの全11曲中、最初にレコーディングした始まりの曲[8]。

DVD（初回限定盤のみ）
1. Glamorous days (Music Video)
2. Glamorous days (Music Video)（絵コンテ動画比較版）

## チャート
| チャート（2013年）                     | 最高位 |
| -------------------------------------- | ------ |
| オリコンデイリー                       | 7      |
| オリコン週間                           | 11     |
| オリコン月間                           | 50     |
| Billboard Japan Top Albums Sales       | 14     |
| サウンドスキャンジャパン（初回限定盤） | 16     |